# Katherine Bashford
Katherine Emilie Bashford (* 19. August 1885 in Prescott, Arizona; † 3. Juni 1953) war eine US-amerikanische Landschaftsarchitektin, der vor allem in Pasadena Wohngärten und Landschaftsgestaltung für öffentliche Wohnungsbauprojekte in Südkalifornien entwarf.

## Leben
Katherine Bashford wurde als eines von vier Kindern von Coles und Henrietta (Parker) Bashford geboren. Die Bashfords waren eine bekannte politische Familie: Katherines Großonkel war Coles Bashford, einer der Gründer der Republikanischen Partei. 1894 zog die Familie nach Kalifornien, wo Katherine den größten Teil ihres Erwachsenenlebens verbringen sollte.
Bashford besuchte die Polytechnic High School in Pasadena und die Marlborough School for Girls, an der sie 1905 ihren Abschluss machte. Sie studierte auch am Otis Art Institute in Los Angeles, aber als Designerin war sie weitgehend Autodidaktin. Ihre Ausbildung in Landschaftsarchitektur belief sich auf einige Reisen durch Europa, wo sie kurz vor dem Ersten Weltkrieg und erneut 1924 Gärten besichtigte – vor allem in Spanien und Italien, die ein ähnliches Klima wie Südkalifornien haben – und auf eine zweijährige Lehre bei der kalifornischen Landschaftsarchitektin Florence Yoch ab 1921.
Bashford begann 1917 mit der Gestaltung von Blumengärten, zunächst von ihrem Haus aus. Nach der professionellen Ausbildung, die sie bei Yoch erhielt, eröffnete sie 1923 ihr eigenes Büro in Pasadena und spezialisierte sich auf Gärten für Privatwohnungen. Als Büroleiterin stellte sie Hinda Teague Hill ein, eine Autorin und ehemalige Lehrerin, die Bashford dabei half, ihr Geschäft durch die Veröffentlichung von Artikeln über Landschaftsgestaltung zu fördern. Später stellte sie eine ausgebildete Landschaftsarchitektin mit Ingenieurskenntnissen, Beatrice M. Williams, ein, um bei der Arbeit an den großen Gärten, die in Mode kamen, zu helfen. 1928 verlegte sie ihr Büro in die Innenstadt von Los Angeles, wo es für den Rest ihrer Karriere bleiben sollte. Die Kombination aus künstlerischem Talent und geschäftlichem Geschick machte Bashford zu einer der angesehensten Landschaftsarchitekten Südkaliforniens und sorgte dafür, dass sie während ihrer 25-jährigen Karriere immer wieder gefragt war. Architekten wie Wallace Neff, H. Roy Kelley, Roland Coate und Reginald D. Johnson arbeiteten wiederholt mit ihr zusammen.
Obwohl Bashfords Ästhetik als Landschaftsarchitektin von europäischen Vorbildern beeinflusst war, wandte sie sich von der traditionellen Gartengestaltung ab – sie mochte zum Beispiel keine Bepflanzungen entlang der Hauswand – und einem informelleren Stil zu, der Einfachheit und menschliches Maß betonte. Ihre Gärten machten guten Gebrauch von einheimischen und an das südkalifornische Klima angepassten Pflanzen, und sie war eine der wenigen frühmodernen Landschaftsarchitekten, die mit Gärten als nutzbaren Räumen und Außenräumen experimentierten. Sie war eine Befürworterin der farblichen Anordnung von Blumen, um abstrakte Kompositionen zu schaffen, und eine Reihe ihrer Entwürfe wiesen von Blumen gesäumten Gehwege, Terrassen, niedrige geflieste Brunnen und Bänke, Obstbäume und die Verwendung großer Topfpflanzen als Akzente auf, die später zu den Basiselementen der südkalifornischen Gartengestaltung gehören.
Zu den Projekten dieser Zeit gehörte ummauerten Garten mit Pflanzen, die mit den spanischen Missionen Kaliforniens verbunden waren, für die Restaurierung von El Molino Viejo in San Marino, einem Gebäude aus dem 19. Jahrhundert, das ursprünglich als Wassermühle für die Mission San Gabriel Arcángel diente. Ein weiteres Beispiel ist KenCott Manor in Pasadena. Für mehrere solcher Aufträge für private Anwesen erhielt sie eine von mehreren Auszeichnungen des Southern California Chapters  des American Institute of Architecture.
Bashford schrieb gelegentlich über Landschaftsarchitektur für die Zeitschrift California Southland. Ihre Arbeit wurde in Architectural Digest, California Arts & Architecture und anderen Zeitschriften vorgestellt.
1930 begann der Landschaftsarchitekt Fred Barlow, Jr. als ihr Assistent zu arbeiten und wurde 1931 ihr Büroleiter, als Hill die Firma verließ. Die Great Depression beeinträchtigte Bashfords Geschäft stark, und 1934 ließ sich Barlow beurlauben, um sich anderen Aufgaben zu widmen. 1936, als die Geschäfte wieder anzogen, lud Bashford Barlow ein, Partner in ihrer Firma zu werden, die fortan als Bashford and Barlow bekannt war.
Bashford und Barlow entwarfen zahlreiche Wohngärten sowie Landschaftsgestaltung für das Pepperdine College (heute das Crenshaw Christian Center), ein Hotel und eine Kirche. Barlow war ein Verfechter des öffentlichen Wohnungsbaus, und gemeinsam entwarfen sie Landschaftsgestaltung für die öffentlichen Wohnprojekte Ramona Gardens (1940), Aliso Village (1942, heute nicht mehr existent), Rancho San Pedro, Harbor Hills in Lomita, Avalon Gardens und Normont Terrace. Die meisten von ihnen wurden von der Los Angeles Housing Authority und/oder der U.S. Housing Authority mit sehr begrenzten Budgets entwickelt.
Ein Artikel der Los Angeles Times über das Aliso Village gibt einen Eindruck darüber wie Bashford and Barlow Landschaftsgestaltung im öffentlichen Wohnungsbau angingen: [The idea was to] restore much of the former beauty and some of the early California flavor it had when the tract flourished as a vineyard first planted by the Mission fathers. To the few pepper and eucalyptus trees that have withstood the test of time will be added such plants as the white oleander, California olive and walnut, Brazil pepper, live oaks, evergreen grape vines, various types of English ivy and crepe myrtle.
Bashford wurde 1936 Fellow der American Society of Landscape Architects (ASLA). Ein Jahr später waren sie und Barlow an der Gründung des Southern California Chapter der ASLA beteiligt. 1938 wurde sie die erste weibliche Chpter-Präsidentin der ASLA.
1937 wurde die Arbeit von Bashford and Barlow in die Ausstellung „Contemporary Landscape Architecture and Its Sources“ des San Francisco Museum of Art aufgenommen, die erste Ausstellung zu diesem Thema in einem großen US-Museum.
Nach einem Herzleiden zog sich Bashford 1943 zurück und übergab ihre Praxis an Barlow. Sie starb am 3. Juni 1953.
Bashfords Gärten sind nicht gut dokumentiert, und viele von ihnen wurden verändert, aber diejenigen, die übrig geblieben sind, zeugen von ihrer Meisterschaft in der Landschaftsgestaltung. Im Jahr 2013 wurde der Garten von KenCott Manor, den Bashford 1928 für Kenyon und Patricia Reynolds entwarf, für das National Register of Historic Places nominiert.